# Nico Baracchi
Nico Baracchi (Celerina, 19 aprile 1957 – Celerina, 24 marzo 2015) è stato uno skeletonista e bobbista svizzero.

## Biografia
Nato a Celerina, nel Cantone dei Grigioni, a pochissimi chilometri di distanza dalla pista di Sankt Moritz-Celerina e dalla Cresta Run, iniziò a gareggiare per la nazionale svizzera di skeleton prendendo parte alla prima edizione dei campionati mondiali svolti a Sankt Moritz 1982 cogliendo la medaglia d'argento; nelle quattro stagioni successive salì sul podio nelle rassegne europee, conquistando il titolo continentale per tre volte: a Winterberg 1984, a Sarajevo 1985 ed a Sankt Moritz 1986.
Lasciò momentaneamente la carriera skeletonistica nel 1987 per cimentarsi nel bob come pilota, entrando da subito a far parte della squadra nazionale e vincendo la medaglia d'argento nel bob a due agli europei di Sarajevo 1988; l'anno seguente giunse secondo ai mondiali di Sankt Moritz 1989 nel bob a quattro e si classificò al terzo posto nella graduatoria finale della Coppa del Mondo sia nella specialità del bob a due sia nella combinata.
Al termine della stagione 1990/91 concluse la sua parentesi nel bob per tornare a gareggiare nello skeleton, ma non riuscì a bissare i risultati ottenuti nella prima parte della sua carriera: prese parte a tre edizioni della Coppa del Mondo, ottenendo quale miglior risultato la diciottesima piazza nel 1995/96 e nel 1996/97 e ad altre tre rassegne iridate, non riuscendo ad andare oltre l'undicesima posizione di Calgary 1992. Si ritirò definitivamente dalle competizioni dopo aver disputato i campionati mondiali di Lake Placid 1997.
Il 24 marzo 2015 è deceduto a 57 anni di età nella sua città natale.

## Palmarès

### Skeleton

#### Mondiali
- 1 medaglia:
  - 1 argento (singolo a Sankt Moritz 1982).

#### Europei
- 4 medaglie:
  - 3 ori (singolo a Winterberg 1984; singolo a Sarajevo 1985; singolo a Sankt Moritz 1986);
  - 1 bronzo (singolo ad Igls 1983).

#### Coppa del Mondo
- Miglior piazzamento in classifica generale: 18º nel 1995/96 e nel 1996/97.

### Bob

#### Mondiali
- 1 medaglia:
  - 1 argento (bob a quattro a Sankt Moritz 1989).

#### Europei
- 1 medaglia:
  - 1 argento (bob a due a Sarajevo 1988).

#### Coppa del Mondo
- Miglior piazzamento in classifica generale nel bob a due maschile: 3° nel 1988/89;
- Miglior piazzamento in classifica generale nella combinata maschile: 3° nel 1988/89.